# Coenosia trichopyga
Coenosia trichopyga este o specie de muște din genul Coenosia, familia Muscidae, descrisă de Friedrich Hermann Loew în anul 1852.
Este endemică în Mozambic. Conform Catalogue of Life specia Coenosia trichopyga nu are subspecii cunoscute.